# Ferdinand I al celor Două Sicilii
Ferdinand I (n. 12 ianuarie 1751, Napoli, Regatul Neapolelui – d. 4 ianuarie 1825, Napoli, Regatul celor Două Sicilii) a fost suveranul Regatului celor Două Sicilii din 1759 până la moartea sa. A fost al treilea fiu al regelui Carol al III-lea al Spaniei și al soției acestuia, Maria Amalia de Saxonia. La 6 octombrie 1759 tatăl său a succedat la tronul Spaniei, așa încât a abdicat de la conducerea Regatului celor Două Sicilii în favoarea fiului său Ferdinand (fiul cel mare al regelui, Infantele Felipe, era întârziat mintal iar al doilea fiu, Carol era destinat moștenirii tronului Spaniei).

## Copilărie

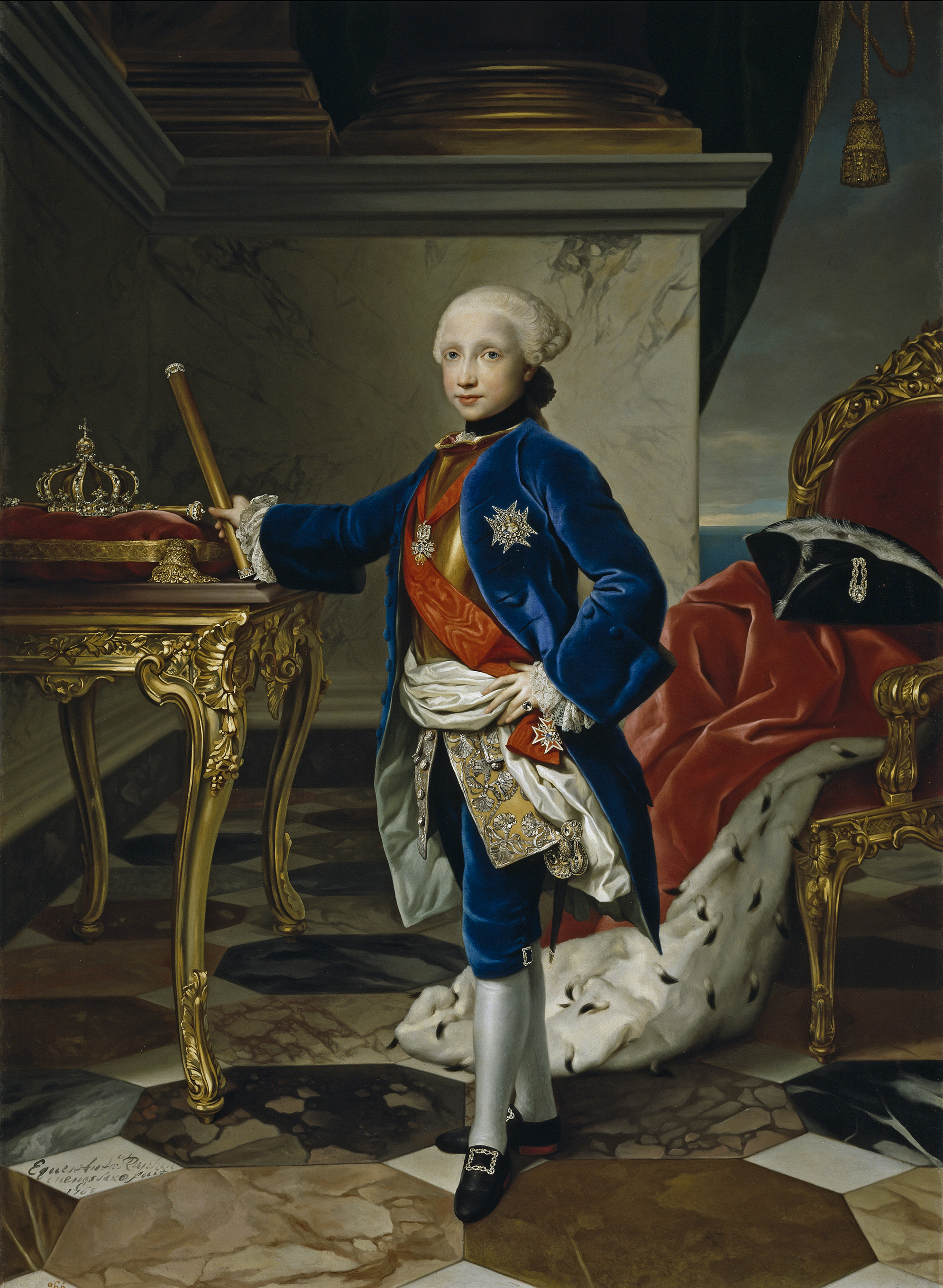
Ferdinand în 1760, la vârsta de nouă ani.

Ferdinand s-a născut la Neapole și a crescut în mijlocul multor dintre monumentele ridicate acolo de către tatăl său, care pot fi văzute și astăzi: Palatele din Portici, Caserta și Capodimonte. 
Ferdinand a fost al treilea fiu al părinților săi, și era de așteptat ca fratele său cel mare Carol să moștenească Neapole și Sicilia. Când tatăl său a urcat pe tronul Spaniei în 1759 el a abdicat în Neapole în favoarea lui Ferdinand, în conformitate cu tratatele care interzic unirea celor două coroane. Pentru că Ferdinand avea opt ani, s-a înființat un consiliu de regență condus de toscanul Bernardo Tanucci. Acesta din urmă, un om capabil, ambițios, care dorea să păstreze guvernul cât mai mult posibil în propriile mâini, a neglijat în mod intenționat educația tânărului rege, și l-a încurajat în dragostea lui pentru plăcere, lene și devotamentul său excesiv față de sportul în aer liber.

## Domnie
Minoratul lui Ferdinand s-a sfârșit în 1767 și prima sa măsură a fost să expulzeze iezuiții. Anul următor el s-a căsătorit cu Arhiducesa Maria Carolina, fiica împărătesei Maria Tereza. Prin contractul de căsătorie, regina avea un cuvânt de spus în Consiliul de Stat, după nașterea primului ei fiu, iar ea s-a folosit de acest mijloc de influență politică.

## Familie
In 1768, a-a căsătorit cu Prințesa Maria Carolina a Austriei, fiica lui Francisc I al Sfântului Imperiu Roman și a soției sale, Maria Terezia a Austriei.
Inițial, Ferdinand trebuia să se căsetorească cu sora Mariei Carolina, numită Maria Josepha, dar aceasta a murit inainte de nuntă.Pentru a menține alianța, Carlos al III-lea al Spaniei, tatăl lui Ferdinand, a cerut ca una din surorile Josephine să o înlocuiască.Împărăteasa Maria Terezia a propus două opțiuni: Maria Amalia sau Maria Carolina.Carlos a aleso pe Maria Carolina, deoarece era mai mică cu un an decât Ferdinad.
Cuplul nu a avut sentimente bune unul pentru celălalt, totusi acestia au avut 18 copii din care doar 7 au supreviețuit.
- Prințesa Maria Teresa a celor Două Sicilii, Împărăteasa a Sfântului Imperiu Roman (6 iunie 1772 – 13 aprilie 1807). A fost numită după bunica maternă împărăteasa Maria Tereza a Austriei; în 1790 s-a căsătorit cu vărul ei primar Francisc al II-lea, Împărat Roman, a avut 12 copii.
- Prințesa Luisa a celor Două Sicilii, Mare Ducesă de Tuscana  (27 iulie 1773 - 19 septembrie 1802).În 1790 s-a căsătorit cu vărul ei primar, Ferdinand al III-lea de Toscana. și a avut 6 copii.
- Prințul Carlos Tito de Neapole și Sicilia, Duce de Calabria (6 ianuarie 1775 - 17 decembrie 1778).A murit de variolă la vârsta de 3 ani.
- Prințesa Maria Anna de Neapole și Sicilia (23 noiembrie 1775 - 22 februarie 1780); A murit de variolă la vârsta de 4 ani.
- Francisc I, Rege al celor Două Sicilii (14 august 1777 – 8 noiembrie 1830).A moștenit tronul, după moartea tatălui său.
- Maria Christina a celor Două Sicilii, Regină Consoartă a Sardiniei  (17 ianuarie 1779 – 11 martie 1849).S-a căsătorit cu Carol Felix, Rege al Sardiniei; fără copii.
- Prințesa Maria Christina Theresa de Neapole și Sicilia (17 ianuarie 1779 – 26 februarie 1783); geamăna Maria Cristina Amalia, a murit de variolă la vârsta de 4 ani
- Prințul Gennaro de Neapole și Sicilia (12 Aprilie 1780 – 1 Ianuarie 1789).A murit de variola la vârsta de 8 ani.
- Prințul Giuseppe de Neapole și Sicilia (18 Iunie 1781 - 19 Februarie 1781).A murit de variola la vârsta de 8 ani.
- Prințesa Maria Amalia a celor Două Sicilii, Regină Consoartă a Franței (26 aprilie 1782 – 24 martie 1866); In 1809 s-a căsătorit cu viitorul rege al Franței, Ludovic-Filip al Franței cu care a avut 10 copii.
- Prințesa Maria Carolina (n./d. 19 iulie 1783).A murit la naștere.
- Prințesa Maria Antonia de Neapole și Sicilia, Prințesă de Asturias  (14 decembrie 1784 – 21 mai 1806).În 1802 s-a căsătorit cu viitorul rege al Spaniei, Ferdinand al VII-lea al Spaniei.A murit de tuberuloză in 1806
- Prințesa Maria Clothilda de Neapole și Sicilia (18 februarie 1786 - 10 septembrie 1792); A murit de variolă la vârsta de 6 ani jumătate.
- Prințesa Maria Henriettade de Neapole și Sicilia (31 iulie 1787 - 20 septembrie 1792); A murit de variolă la vârsta de 5 ani.
- Prințul Carlo Gennaro de Neapole și Sicilia (26 august 1788 - 1 februarie 1789); A murit de variolă la vârsta de 6 luni.
- Prințul Leopoldo Giovanni Giuseppe Michele de Neapole și Sicilia, Prinț de Salerno (2 iulie 1790 – 10 martie 1851).În 1816 s-a căsătorit cu nepoata sa, Clementina, Prințesă de Salerno, fiica surorii sale, Maria Teresa.
- Prințul Alberto Maria de Neapole și Sicilia (2 mai 1792 - 26 decembrie 1798); A murit de epuizare la vârsta de 6 ani.
- Prințesa Maria Isabella de Neapole și Sicilia (2 decembrie 1793 - 23 aprilie 1801); A murit la vârsta de 7 ani (2 decembrie 1793 - 23 aprilie 1801); a murit la vârsta de 7 ani